# Кейлін Кайл
Кейлін Кайл   (англ. Kaylyn Kyle, 6 жовтня 1988) — канадська футболістка, олімпійська медалістка.

## Виступи на Олімпіадах
| Олімпіада   | Дисципліна | Місце |
| ----------- | ---------- | ----- |
| Лондон 2012 | футбол     | 3     |